# Kannussaari (ö i Kajanaland, Kehys-Kainuu, lat 65,39, long 28,95)
Kannussaari är en ö i Finland. Den ligger i sjön Iso-Peranka och i kommunen Suomussalmi i den ekonomiska regionen  Kehys-Kainuu  och landskapet Kajanaland, i den nordöstra delen av landet, 600 km norr om huvudstaden Helsingfors. Öns area är 0,1 hektar och dess största längd är 80 meter i sydväst-nordöstlig riktning.